# Stazione di Trecate
La stazione di Trecate è una stazione ferroviaria posta sulla linea Torino-Milano, a servizio dell'omonimo comune.

## Storia
La fermata venne completata nel 1854, a seguito dell'apertura della stazione nella vicina città di Novara, sulla tratta Novara-Milano, la cui competenza era in parte austriaca e in parte piemontese. Anche in questo caso, come per altre stazioni dell'area, il suo esercizio fu iniziato solo dopo la fine della costruzione del ponte sul Ticino a Boffalora sopra Ticino, nel 1859.

## Strutture e impianti
Si tratta di una stazione di superficie il cui piazzale è dotato di binari, con sottopassi, un fabbricato viaggiatori comprensivo di bar-rivendita biglietti, sala d'attesa e uffici a disposizione del personale ferroviario.
L'impianto è inoltre raccordato all'azienda Sarpom, dalla quale partono i treni merci diretti a Domo II, Venezia Porto Marghera, Trento Roncafort e a Genova Marittima.

## Movimento
La fermata è servita dai treni del servizio ferroviario suburbano di Milano, linea S6 (Novara-Milano Passante-Pioltello Limito), prolungata a Treviglio nelle ore di punta mattutine e serali, svolti da Trenord, a cadenza semioraria (ogni 30 minuti per ciascuna direzione), nell'ambito di contratto stipulato con la confinante Regione Lombardia.
Nelle ore di punta mattiniere dei pendolari effettua fermata nella stazione di Trecate anche un treno regionale veloce proveniente da Torino con destinazione Milano Porta Garibaldi.

## Interscambi
Presso la stazione sorgeva, fra il 1884 e il 1934, un impianto ad uso della tranvia Novara-Vigevano-Ottobiano.